# 吉霍約
吉霍約（法語：Guihoyo），是馬里的城鎮，位於該國西部，由庫利科羅區的科羅卡尼省負責管轄，面積925平方公里，海拔高度337米，2009年人口16,687，人口密度每平方公里18.04人。